# Tab Benoit
Tab Benoit (Baton Rouge, 17 novembre 1967) è un chitarrista e musicista statunitense.
Dopo aver conseguito il diploma in una scuola cattolica costituì il suo primo gruppo musicale nel 1987. Suona quasi esclusivamente una Fender Telecaster Thinline ed è impegnato nella difesa dell'ambiente palustre della Louisiana.

## Discografia
- 1993 - Nice and Warm
- 1994 - What I Live For
- 1995 - Standing on the Bank
- 1997 - Swampland Jam
- 1998 - These Blues are All Mine
- 1999 - Homesick for the Road
- 1999 - Every Road I Take
- 2002 - Wetlands
- 2002 - Whiskey Store
- 2003 - Sea Saint Sessions
- 2004 - Whiskey Store Live
- 2005 - Fever for the Bayou
- 2005 - Voice of the Wetlands
- 2006 - Brother to the Blues
- 2007 - Power of the Pontchartrain
- 2008 - Night Train To Nashville
- 2011 - Medicine
- 2011 - Box of Pictures – Voice of the Wetlands Allstars
- 2012 - Legacy: The Best Of
- 2015 - Night Train